# Mechanisches Stellwerk

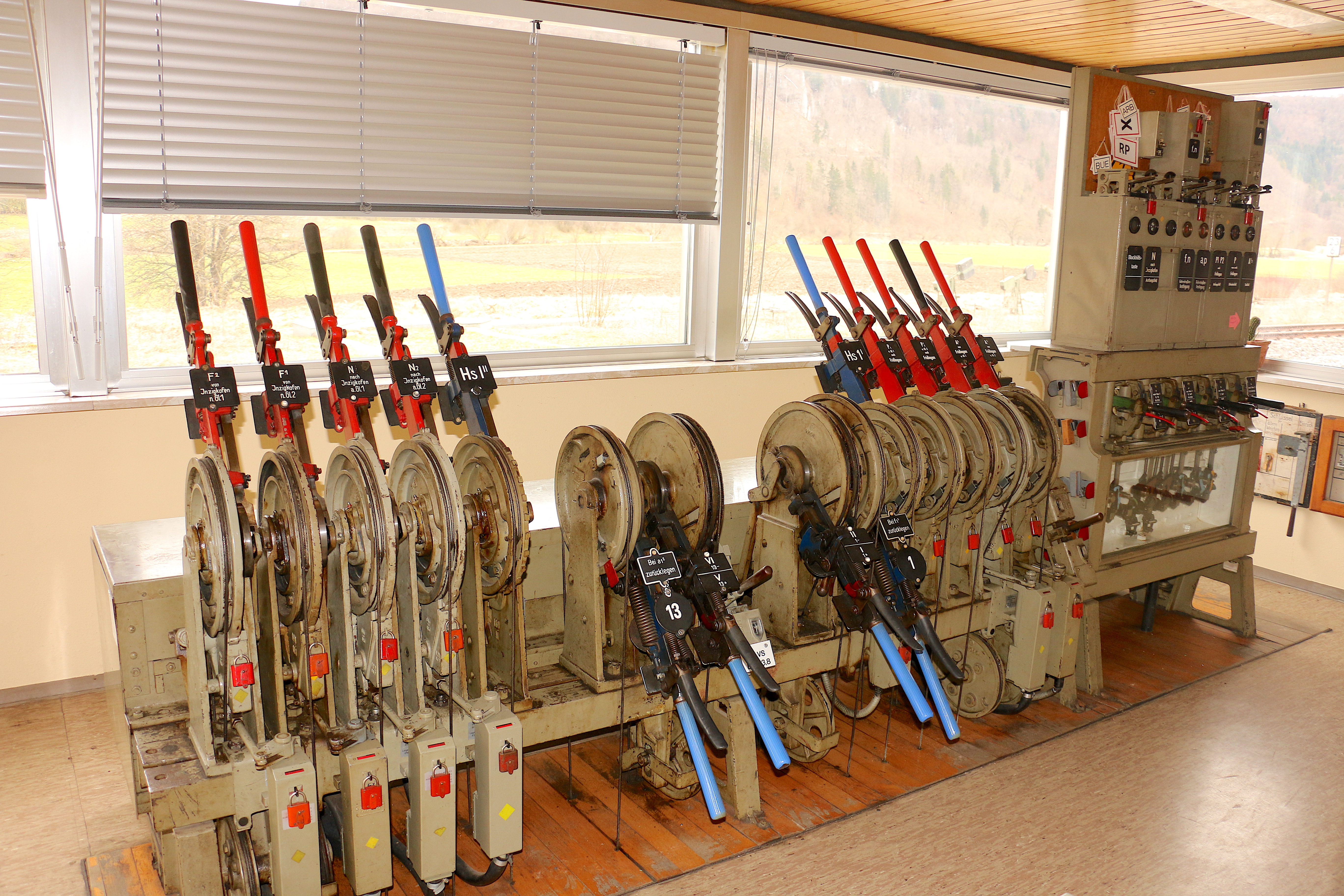
Mechanisches Stellwerk in Hausen i Tal (2018)

Ein mechanisches Stellwerk ist ein Stellwerk zur zentralisierten Betätigung von Weichen, Signalen und anderen beweglichen Einrichtungen im Schienenfahrweg durch mechanisch übertragene Muskelkraft des Bedieners, sowie zur Gewährleistung der Signalabhängigkeit.
Mechanische Stellwerke sind aufgrund ihrer veralteten Technik weltweit im Verschwinden begriffen. In vielen Ländern wie den USA, in Dänemark oder den Niederlanden sind keine mechanischen Stellwerke mehr bei Vollbahnen in Betrieb. Größere Zahlen von mechanischen Stellwerken stehen unter anderem in Großbritannien und einigen mitteleuropäischen Ländern. Die Deutsche Bahn betreibt noch 565 mechanische Stellwerke (Stand: 2023).

## Aufbau

### Allgemeines
Im mechanischen Stellwerk wird die Muskelkraft des Bedieners von auf einer Hebelbank montierten Stellhebeln oder mittels Kurbeln (Kurbelwerk, Kurbelstellwerk) über die am Hebel befestigte Seilscheibe und eine Gestänge- oder Drahtzugleitung mit Führungselementen zu den jeweiligen Außenanlagen, z. B. Weichen, übertragen. Die Signalabhängigkeit zwischen den einzelnen Elementen wird mittels eines mechanischen Verschlussregisters hergestellt.
Das mechanische Stellwerk kann im Allgemeinen in folgende Baugruppen unterteilt werden:
- Mechanische Innenanlagen
- Mechanische Außenanlagen
- Blockeinrichtungen

Die konkrete Ausführung der einzelnen Baugruppen unterscheidet sich teilweise länder- und bauartspezifisch.

### Mechanische Innenanlagen
Die mechanischen Innenanlagen eines mechanischen Stellwerks bestehen aus der Hebelbank, dem Verschlussregister (auch Verschlusskasten genannt) sowie den Blockabhängigkeiten. Die Hebelbank inklusive aller Hebel, der Verschlusskasten, sowie der Blockuntersatz wird zusammengefasst als Hebelwerk bezeichnet.

#### Hebelbank
Eine Hebelbank ist eine bankförmige Einrichtung, auf der die einzelnen Stellhebel für Weichen, Gleissperren, Riegel und Signale nebeneinander angeordnet sind. Die Stellhebel tragen ein Bezeichnungsschild und sind farbig markiert. In Deutschland sind die Hebelschäfte von Weichen-, Riegel- und Gleissperrenhebeln blau, Gleissperrsignalhebel blau mit rotem Ring, Haupt- und Vorsignalhebel rot, Fahrstraßenhebel grün gekennzeichnet.
Die Stellhebel haben meistens zwei, selten auch drei Endstellungen, in denen sie durch die sogenannte Handfalle festgehalten werden. Diese muss betätigt werden, um den Stellhebel frei bewegen zu können. Bei den meisten deutschen Bauformen stehen die Hebel in Grundstellung, auch Plusstellung genannt, nach oben; nach unten gerichtete Hebel entsprechen der umgelegten Stellung oder Minusstellung. Bei deutschen Altbauarten kann es jedoch auch umgekehrt sein. Insbesondere in Sachsen war die Grundstellung unten der Regelfall. Als Plusstellung (Grundstellung) wird bei Weichen die meist befahrene oder die für Zugfahrten benötigte Lage gewählt, das muss nicht die Lage für das Befahren des geraden Stranges sein. Bei Signalhebeln ist die Grundstellung immer diejenige, die die Haltstellung des Signals bewirkt.
Bei mechanischen Stellwerken von Siemens, wie der europaweit verbreiteten Bauart »3414« und der Regelbauart »5007« im alten Österreich und seinen Nachfolgestaaten, aber auch bei der verbreiteten Südbahn-Bauart »SBW500« standen und stehen die Hebel in Grundstellung nach unten. Die Hebelfarben sind dort bei Weichenhebeln schwarz, bei Signalhebeln rot, bei mehrstelligen Hebeln mit einem einzelnen Hebeleisen wie den sogenannten „Madnerhebeln“ schwarz/grau (in der Mitte geteilt) und bei Verschubsignalhebeln blau.
In manchen Ländern, wie Ungarn oder Tschechien, erhalten Vorsignalhebel einen gelben Anstrich. Bei Stellwerken im britischen Einflussbereich ist die Grundstellung der Hebel immer hinten.
Wesentlichste sicherungstechnische Funktion eines Stellwerks ist es, das unzeitige Umstellen von Hebeln zu verhindern. So darf ein Signal nicht freigestellt werden können, wenn die Weichen für die dadurch erlaubte Zugfahrt nicht in der richtigen Stellung stehen; oder eine Weiche darf nicht umgestellt werden können, wenn sie für eine Zugfahrt benötigt wird. Dieses Sperren der Hebel wird in der Regel über das Verschlussregister erreicht (siehe folgender Abschnitt). In manchen Fällen werden dafür auch sogenannte elektrische Hebelsperren eingesetzt. So verhindert eine Weichenhebelsperre das Umstellen einer Weiche, wenn deren isolierter Gleisabschnitt besetzt ist. Signalhebelsperren können anstelle von Blocksperren eingesetzt werden.

#### Verschlussregister
Im Verschlussregister werden die mechanischen Abhängigkeiten zwischen den einzelnen Fahrwegelementen und den Signalen hergestellt, wodurch die sogenannte Signalabhängigkeit realisiert wird. Die Einzelteile des Verschlussregisters wirken als komplexes mechanisches System zusammen. Sie ermöglichen zur Sicherung des Fahrweges für Zugfahrten, teils auch für Rangierfahrten, die Bildung von Fahrstraßen. Weltweit dominieren zwei wesentlich unterschiedliche Systeme:
- Einerseits das deutsche Verschlusssystem, bei dem die einzelnen Fahrwegelemente fahrstraßenweise durch Fahrstraßenschubstangen verschlossen werden. Hierbei sind die Fahrwegelemente in ihrer Grundstellung unverschlossen und werden erst durch Betätigung eines Fahrstraßenhebels oder -knebels und der damit einhergehenden Bewegung der Fahrstraßenschubstange gemeinsam verschlossen.
- Andererseits das britisch dominierte Verschlusssystem, bei dem sich die Fahrstraße durch Verkettung von Folgeabhängigkeiten zwischen den einzelnen Stellhebeln bis zum Signalhebel aufbaut. Stellwerke mit diesem Verschlusssystem werden im deutschen Sprachraum auch Kaskadenstellwerke genannt.[8]

Mechanische Stellwerke, an die nur die Weichen in Rangierbereichen eines Bahnhofs angebunden sind (Rangierstellwerke), werden im Allgemeinen ohne Verschlussregister gebaut.
Der Fahrstraßenverschluss wirkt bei beiden Systemen in der Regel auf die Handfallen der Hebel, die sich im verschlossenen Zustand, bei Signalhebeln bei nicht verschlossener Fahrstraße nicht ausklinken lassen. Bei Signalhebeln mitteleuropäischer Bauarten erfolgt die Verbindung zu Blockeinrichtungen häufig über eigene Signalschubstangen. Sie sperren meist über eine zusätzliche Stellrinne auf der Seilscheibe mit Winkelhebel das Umlegen des Hebels, sodass sich ein Signalhebel bei einer eingestellten und verschlossenen Fahrstraße, aber fehlender blockelektrischer Freigabe der Signalhebel zwar ausklinken, aber nur wenige Zentimeter bewegen lässt. Es existieren auch Bauformen, bei denen der blockelektrische Verschluss wie der Fahrstraßenverschluss auf die Handfallen der Signalhebel wirkt.

#### Blockabhängigkeiten
Für das Zusammenwirken mit anderen Stellwerken wie etwa Befehlsabgabestellen oder Blockstellen werden Blockeinrichtungen eingesetzt. Die Abhängigkeiten zwischen diesen und den Verschlusseinrichtungen des Stellwerks sind je nach Bauart in einem Blockuntersatz (häufig bei deutschen Stellwerken) angeordnet, teils wirken sie direkt auf Teile des Verschlussregisters ein (Siemens- und Südbahnwerke-Bauarten), teils auch direkt auf die Stellhebel (britische und damit verwandte Bauarten).

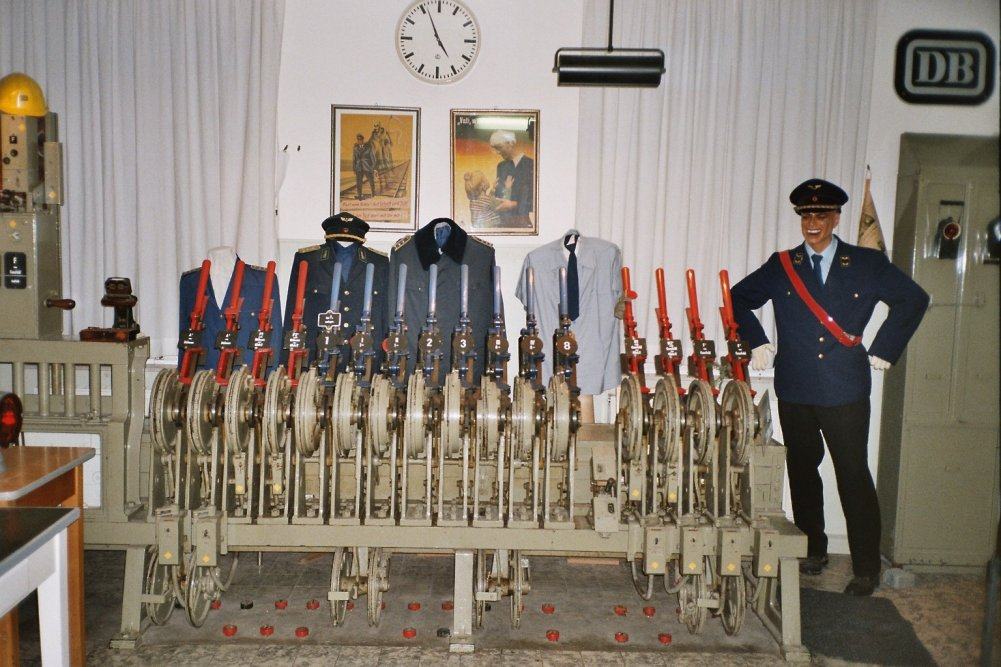
Hebelbank mit Weichen- und Signalhebeln im Bahnhof Lette (Kr Coesfeld)
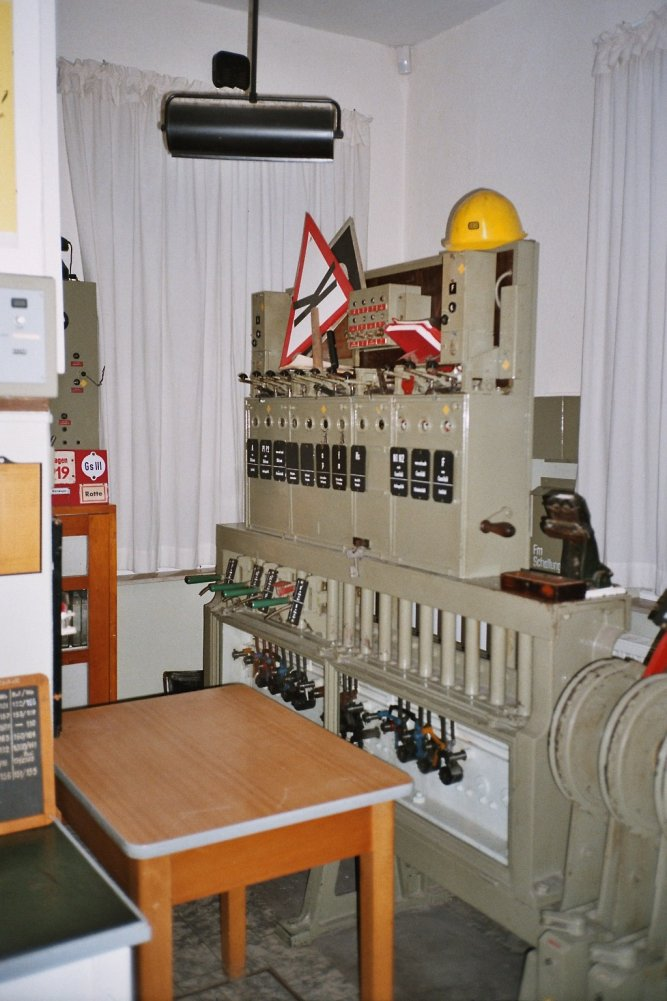
Von oben: Blockkasten, Fahrstraßenhebel und Blockuntersatz im Bahnhof Lette (Kr Coesfeld)
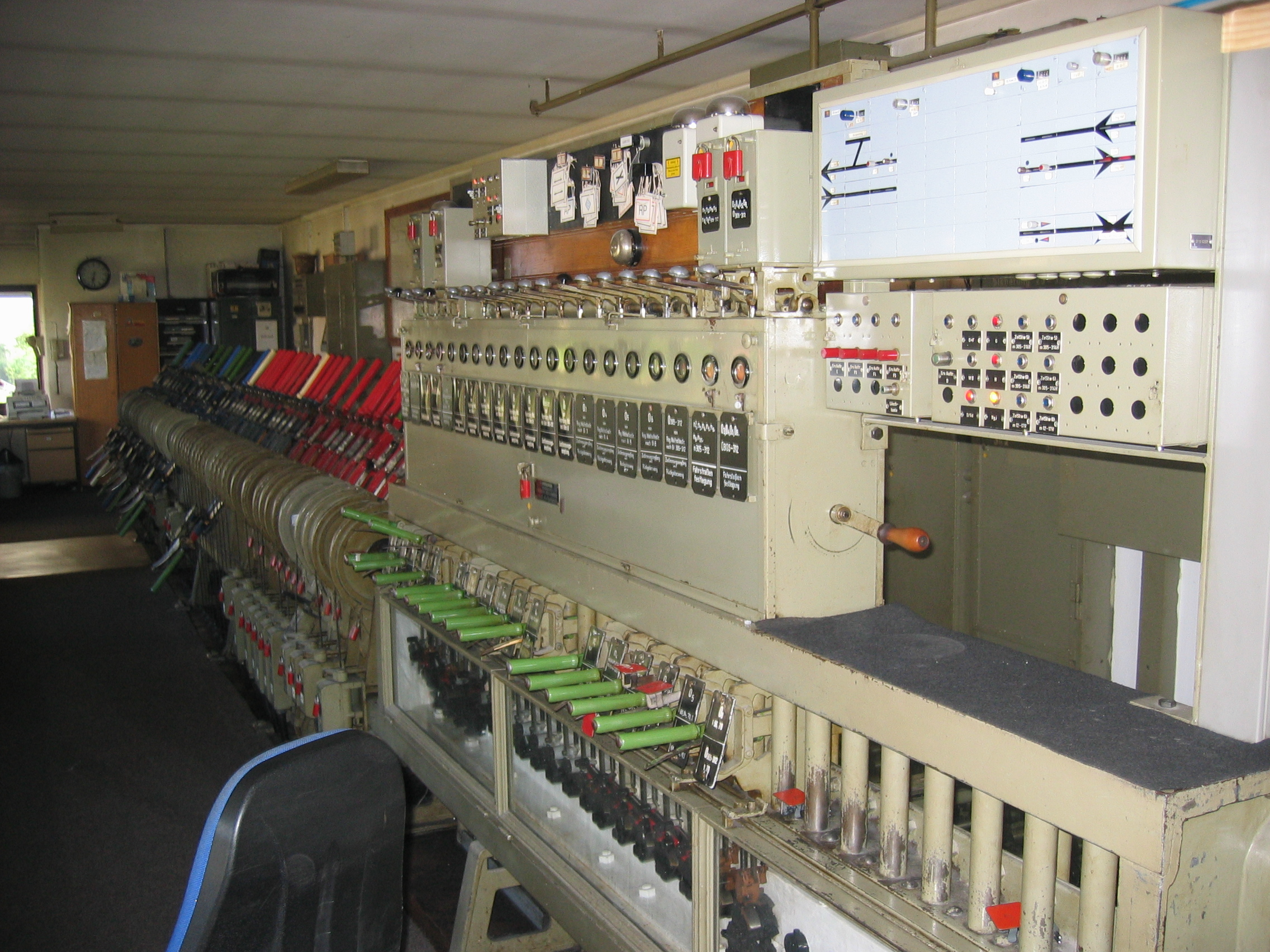
Fahrdienstleiterstellwerk Regensburg Ost (Strecke Regensburg–München/Passau), in Betrieb seit 1938
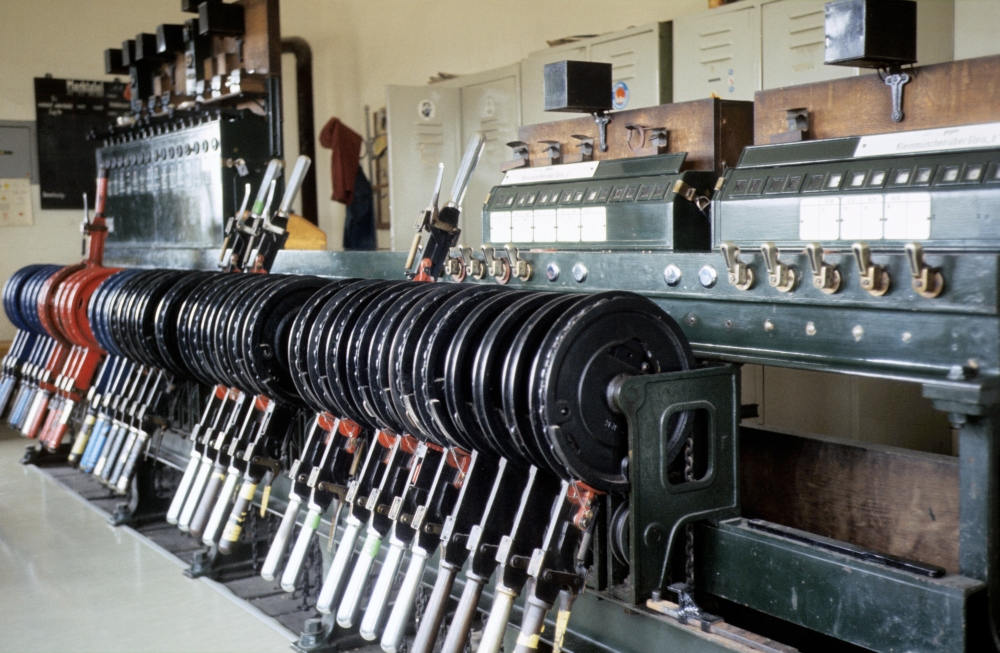
Österreichisches Stellwerk Bauart 5007, Linz Verschiebebahnhof West, 1983

### Mechanische Außenanlagen
Zu den mechanischen Außenanlagen zählen folgende Elemente:
- Stellleitungen mit Spannwerken oder anderen Längenausgleichseinrichtungen sowie Führungselementen (z. B. Umlenkrollen, Gestängelager), Antriebe für Weichen, Gleissperren und Signale
- Weichen, inklusive deren Weichenverschlüssen und Weichensignalen
- Zungenüberwachungseinrichtungen, wie Zungenprüfer und Riegel
- Handverschlüsse als Einzelsicherungen
- Formhauptsignale, Formvorsignale und Formsperrsignale

Die Stellleitungen übertragen die vom Bediener aufgebrachten Kräfte vom Stellhebel zu den Antrieben. Die Stellleitungen werden entweder als Drahtzug- oder Gestängeleitung ausgeführt. In Deutschland und Österreich werden praktisch ausschließlich Doppeldrahtzugleitungen für alle Einrichtungen verwendet, in anderen Ländern (etwa in Frankreich, Italien und in Ländern im ehemals britischen Einflussgebiet) für Weichen Gestängeleitungen, für Signale einfache Drahtzugleitungen.
Drahtzugleitungen können abhängig von der Art der zu stellenden Einrichtung bis zu 1800 Meter lang sein. Mitunter verwendet man bei sehr langen Signalleitungen statt der Stellhebel Signalwinden, fallweise mit doppeltem Stellweg. Bei Weichen sind abhängig von der Weichenbauart Leitungslängen bis etwa 600 Meter beherrschbar. Die Drahtzugleitungen bestehen in der Geraden aus Tiegelgussstahldraht. Der Durchmesser der Drähte beträgt im Allgemeinen vier (Signale, Schranken) bzw. fünf Millimeter (Weichen, Riegel, Gleissperren). Über Ablenk- und Druckrollen sowie Hebel und Antriebe werden entweder Drahtseile (etwa in Deutschland mit 5,5 mm starkem Drahtseil, Italien oder der Schweiz) oder Ketten (etwa in Großbritannien, den Niederlanden oder in Österreich) verwendet.
Um bei Doppeldrahtzugleitungen eine kraftschlüssige Verbindung zwischen Hebel und Antrieb zu gewährleisten, bei Drahtbruch (Störungsfall) einen sicheren Zustand der Außenanlagen zu erreichen (Weichen in eine Endlage bzw. Signale in Haltstellung bringen und in dieser festhalten, Störung dem Bediener anzeigen) und temperaturbedingte Längenänderungen auszugleichen, werden bei vielen Bauarten – z. B. dem deutschen Einheitsstellwerk – die Drahtzugleitungen mit gewichts- oder federbelasteten Spannwerken selbsttätig nachgespannt. Die Spannwerke sind entweder im Spannwerksraum im Untergeschoss des Stellwerkes oder einzeln im Freien aufgestellt. Bei anderen Bauarten, etwa in Österreich, wird auf die Spannwerke verzichtet. In diesem Fall müssen die Antriebe so konstruiert sein, dass sie mit lockeren Drahtzugleitungen und dem dadurch entstehenden Hubverlust zurechtkommen. Signalantriebe für spannwerkslose Drahtzugleitungen erhalten eine Sicherheitseinrichtung, die beim Reißen eines Stranges auskuppelt und das Signal in die Haltlage bringt. Drahtnachziehhebel in der Nähe des Signals garantieren, dass der gerissene Strang so weit entspannt wird, dass die Sicherheitseinrichtung in jedem Fall auslöst. 
Bei Gestängeleitungen müssen temperaturbedingte Längenänderungen ebenfalls ausgeglichen werden. Dazu dienen Ausgleichshebel in verschiedenen Bauarten, die in der Regel die Bewegungsrichtung umkehren.

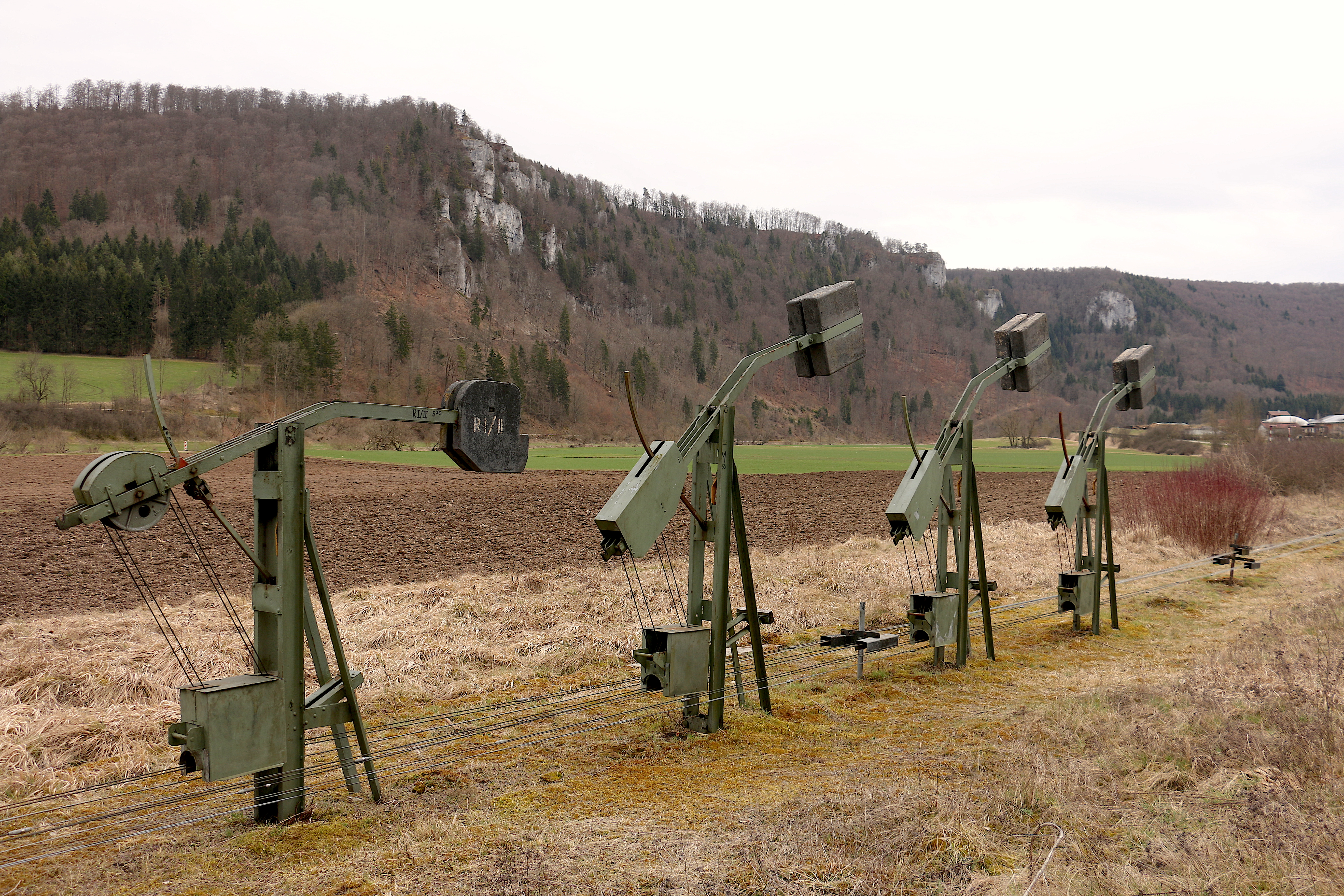
Außenspannwerke im Bahnhof Hausen im Tal (2018)
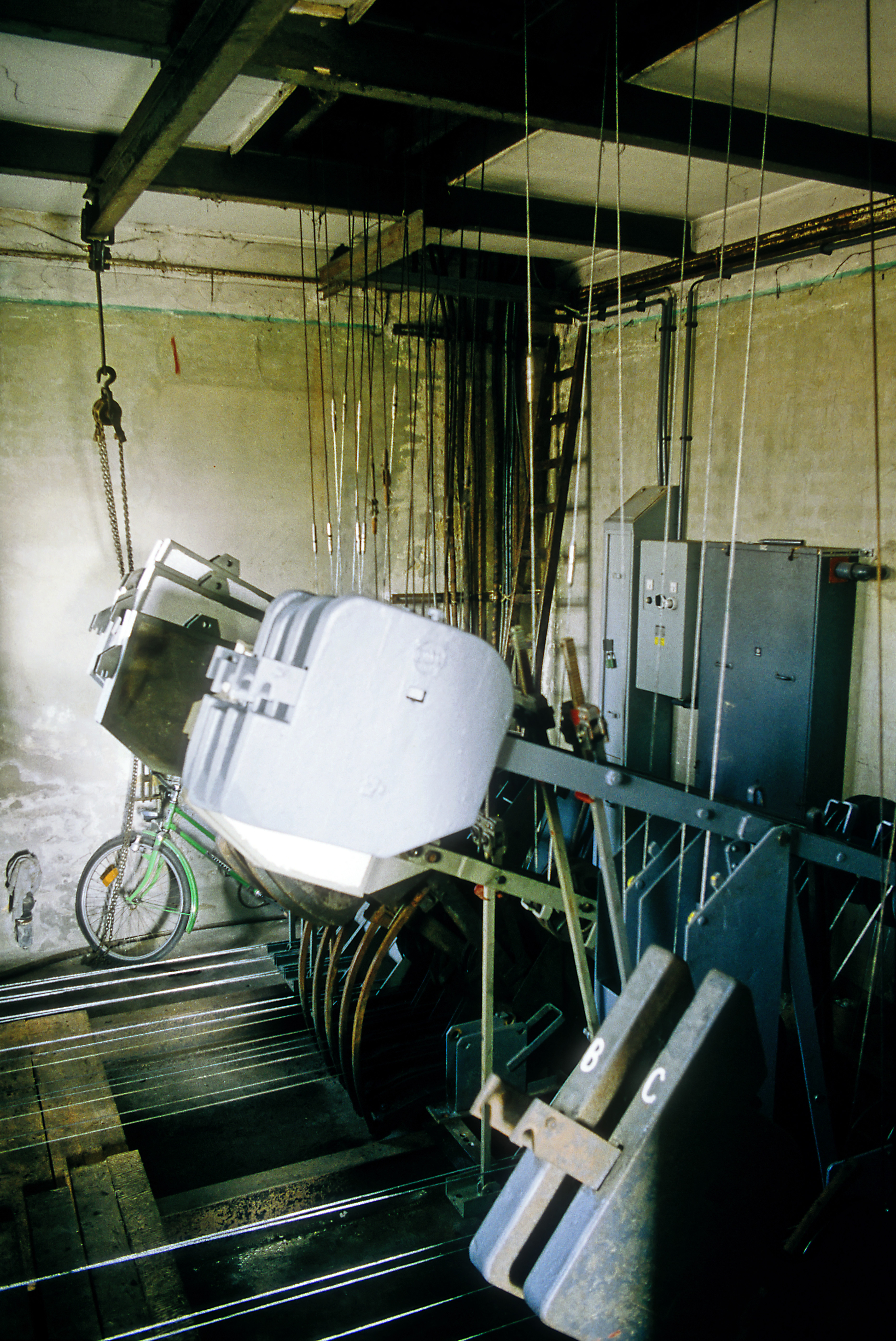
Spannraum mit Innenspannwerken, Bf Liebertwolkwitz, Stw Lt
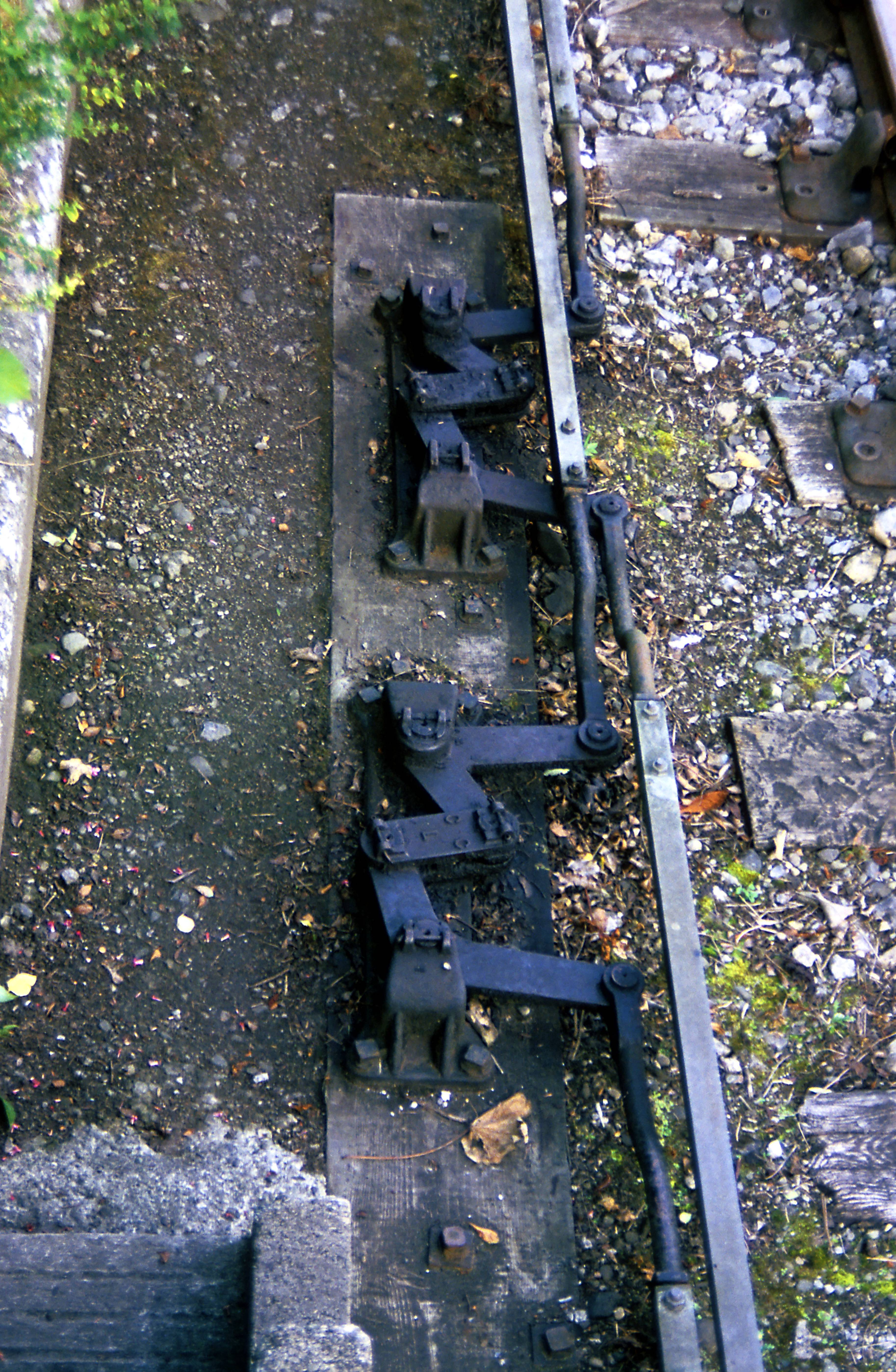
Temperaturausgleichshebel in Gestängeleitungen (Bf Killarney, Irland)
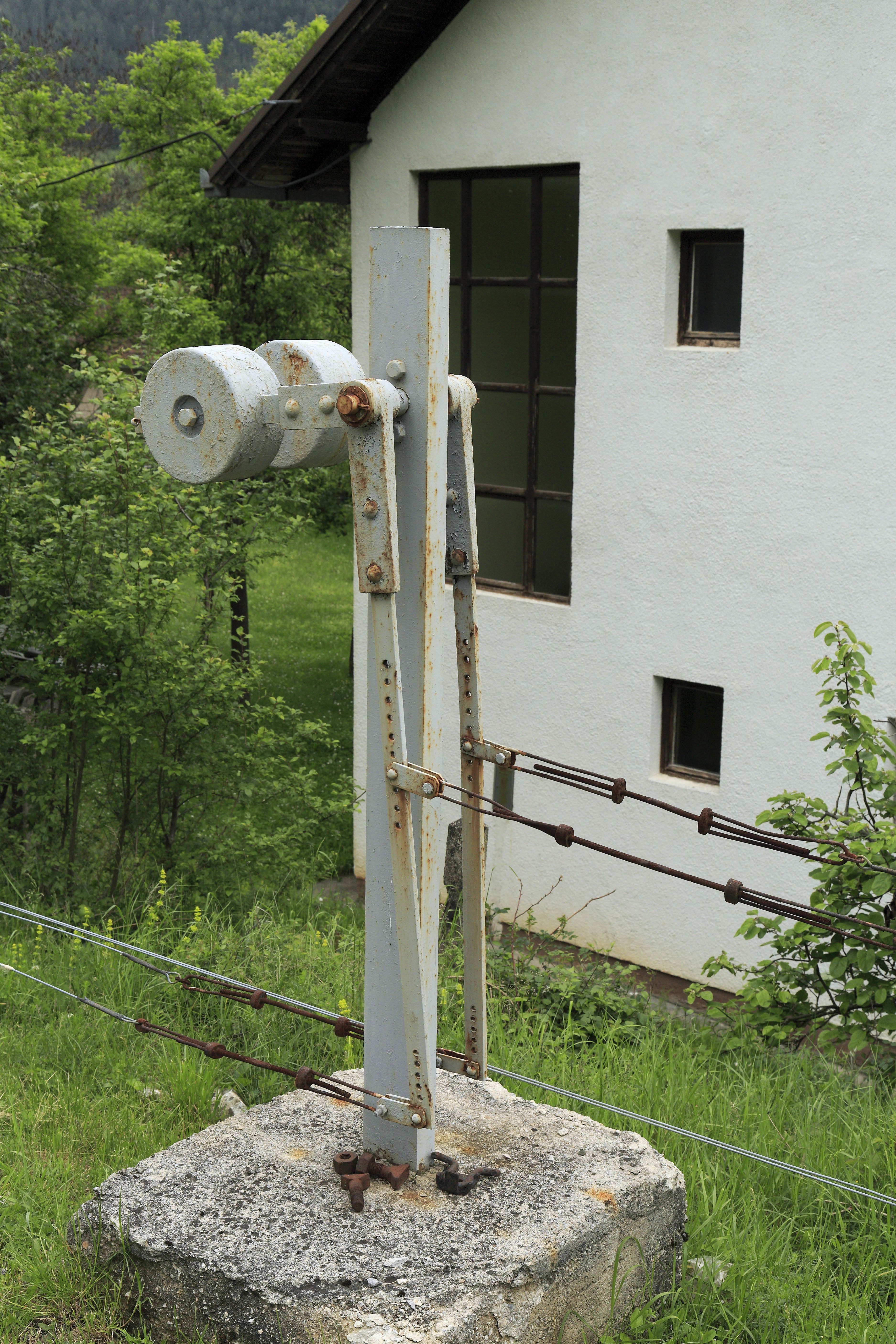
Drahtnachziehhebel in einer spannwerkslosen Signalleitung altösterreichischer Bauart (Bf Mokra Gora, Serbien)
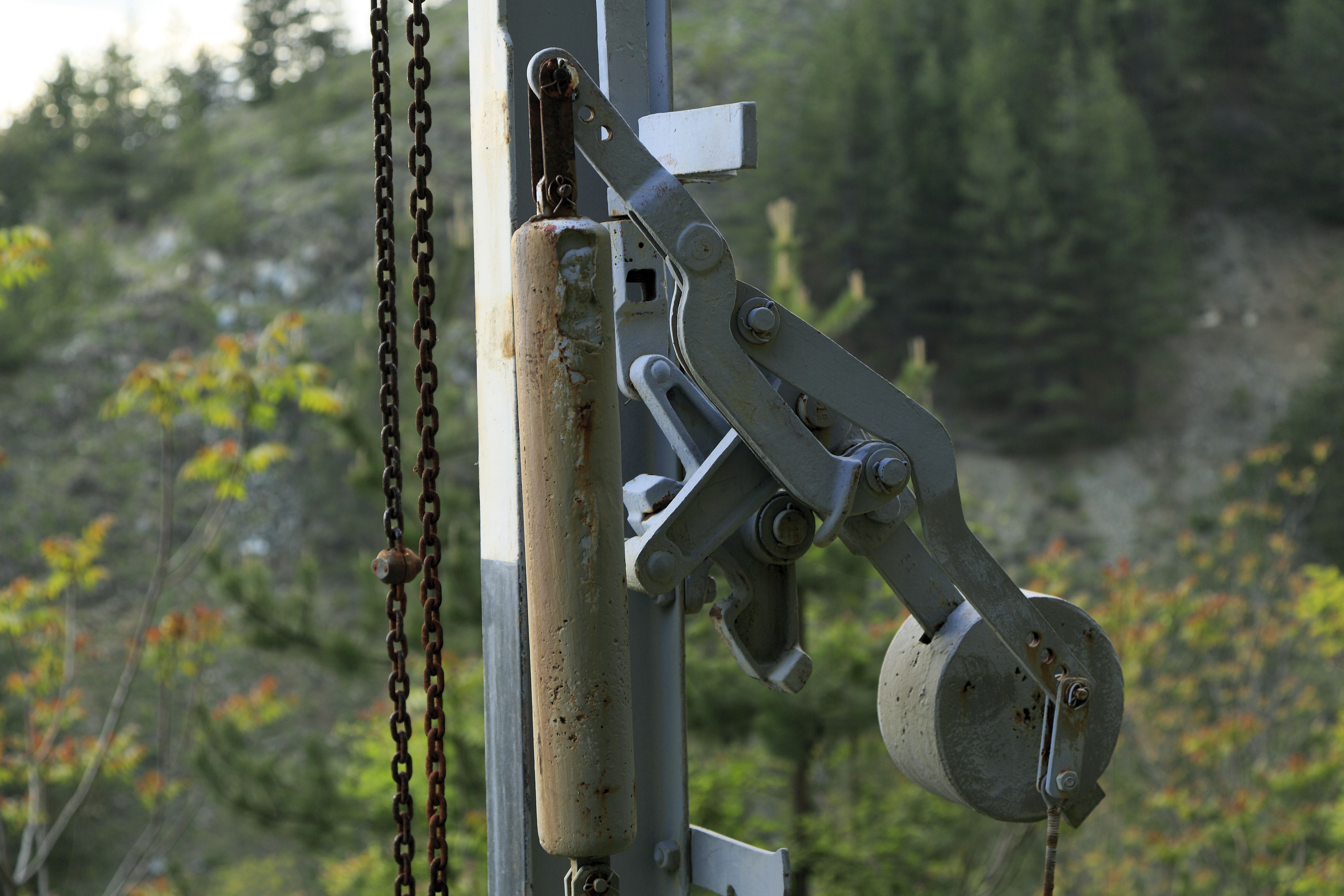
Österreichischer Vorsignalantrieb mit Sicherheitseinrichtung

### Blockeinrichtungen
Zur Sicherung und Regelung des Zugverkehrs auf freier Strecke sowie innerhalb eines Bahnhofs über mehrere Stellwerksbezirke hinweg werden Blockeinrichtungen verwendet. Diese stellen Abhängigkeiten zwischen den beteiligten Stellwerken her. Diese Abhängigkeiten können entweder mechanisch (siehe z. B. das Museumsstellwerk Kerzers) oder elektrisch erfolgen, wobei die letztere Variante bei weitem häufiger ist bzw. beim Streckenblock die Einzige. Diese sogenannten blockelektrischen Anlagen werden ebenfalls in Innen- und Außenanlagen unterteilt.

#### Blockelektrische Innenanlagen
Im deutschen Einflussbereich wird bei mechanischen Stellwerken als Streckenblock und Bahnhofsblock hauptsächlich der Felderblock verwendet.
Auf größeren Bahnhöfen müssen die Stellwerke auch untereinander und, wenn vorhanden, mit einem Befehlswerk zusammenwirken. Für diese elektrischen Befehls- und Zustimmungsabhängigkeiten, die zusammenfassend als Bahnhofsblock bezeichnet werden, werden im deutschen Sprachraum und in osteuropäischen Ländern in der Regel Blockwerke verwendet, die über eine sichere Informationsübertragung mit Hilfe von Blockfeldern verbunden sind.
Die Bauform M43, bei der die Bahnhofsblockabhängigkeiten in gleicher Weise wie bei elektromechanischen Stellwerken über Relaisschaltungen realisiert werden, kam wie der erst nach dem Zweiten Weltkrieg mit demselben Ansatz entwickelte Bahnhofsblock 51 zu spät, um noch eine größere Verbreitung zu finden. Dasselbe gilt für die Bauform M46, bei der die Blockschaltungen vereinfacht wurden und eigene Fahrstraßenauflösefelder entfielen.

#### Blockelektrische Außenanlagen
Die blockelektrischen Außenanlagen umfassen Einrichtungen für die Zugeinwirkung, wie Schienenkontakte und isolierte Schienen, Signalflügelkontakte und elektrische Flügelkupplungen für Form-Hauptsignale und -Vorsignale. Sie dienen zur Herstellung von Abhängigkeiten zwischen den blockelektrischen Innenanlagen und den Zügen bzw. den Signalen.

### Anordnung der Innenanlagen
Die Anordnung der einzelnen Teile ist je nach Bauart verschieden.
- Beim deutschen Einheitsstellwerk und den meisten anderen deutschen Bauarten (in Deutschland oft Altbauarten genannt) besteht die Anlage aus der Hebelbank mit dem daran angrenzenden Blockuntersatz, in dem sich die Blocksperren und darüber die Fahrstraßenhebel befinden und auf dem der Blockkasten oder Blockaufsatz mit den Blockfeldern steht sowie dem dahinter angeordneten Verschlusskasten. Bei Endstellwerken wird das Blockwerk in der Regel zur Strecke weisend eingebaut, die Felder des Streckenblocks ihrerseits am zur Strecke liegenden Ende des Blockaufsatzes und das Endfeld ganz außen. Auf der Hebelbank werden neben dem Blockwerk zuerst die Signalhebel angeordnet, nach Möglichkeit nach Richtung und Funktion geordnet. Dann folgen die Weichen-, Riegel- und Gleissperrenhebel, wobei Riegelhebel wiederum möglichst neben den Hebeln der geriegelten Einrichtungen eingebaut werden.
- Bei der aus der Bauform Einheit entwickelten Bauform M43 werden für den Bahnhofsblock Bauteile und Abhängigkeitsschaltungen des elektromechanischen Stellwerkes S&H 1912 genutzt. Einen Blockaufsatz und damit Blockfelder und -induktoren gibt es nicht mehr, dafür drehbare Fahrstraßenhebel mit Magnetsystem. Wegen der notwendigen höheren Betätigungskräfte sind die Griffe größer als in elektromechanischen Stellwerken.
- Beim damit verwandten Bahnhofsblock 51 entfällt auch dieser Fahrstraßenhebelkasten, die Fahrstraßenhebel sind freistehend und mit Meldelampen und Tasten ergänzt, die Bahnhofsblockfunktionen werden mit Relaisschaltungen und Daisenhoferschen Sperren als elektrischen Fahrstraßenfestlegesperren im Verschlusskasten realisiert. Beim Umlegen eines Fahrstraßenhebels in die Endstellung wird er, wenn die Vorbedingungen erfüllt sind, selbsttätig festgelegt, daraufhin erfolgt abhängig von der Lage die Zustimmungs- bzw. Befehlsabgabe oder die Fahrstraßenfestlegung und Signalfahrtstellung.
- Bei der österreichischen Regelbauart 5007 befindet sich über der Hebelbank der Schieberkasten mit den Fahrstraßenknebeln; auf dem Schieberkasten sitzt einerseits der Blockapparat mit den Blockfeldern, andererseits der Gleisanzeiger. Mit dem Umbau von Stellwerken der Bauform 5007 auf Lichtsignale wurden entweder Signalknebel angebracht oder die Bedienung der Signale in ein Anzeigepult integriert.
- Bei britischen Stellwerken befindet sich das Verschlussregister bei den meisten Bauarten unter dem Boden des Bedienraumes, bei einigen auch in einem am Boden aufstehenden Verschlusskasten.

## Funktionsweise und Bedienung

### Grundsätzliche Funktion
Im Wesentlichen wird eine Fahrstraße im mechanischen Stellwerk wie folgt eingestellt und gesichert:
1. Der Stellwerksbediener (Stellwerkswärter oder Fahrdienstleiter) bringt alle Einrichtungen im Fahrweg und, soweit solche als Flankenschutz dienen, auch in den Nachbargleisen in die richtige Stellung.
2. Danach verschließt er die Weichen-, Riegel-, Gleissperren- und Gleissperrsignalhebel mechanisch durch das Umlegen des Fahrstraßenhebels. Dabei ist er auch für die visuelle Fahrwegprüfung verantwortlich, dass die befahrenen Gleise frei von anderen Fahrzeugen oder Hindernissen sind. Durch das Umlegen des Fahrstraßenhebels wird die Handfalle des dazugehörenden Signalhebels frei. Das Umlegen dieses Signalhebels wird aber noch durch die Fahrstraßenfestlegesperre verhindert.
3. Anschließend blockt er das zum Bahnhofsblock gehörende Fahrstraßenfestlegefeld. Dieses wirkt auf die Fahrstraßenfestlegesperre im Blockuntersatz. Diese Blocksperre legt den umgelegten Fahrstraßenhebel damit blockelektrisch fest und gibt den Stellhebel des Hauptsignals frei.
4. Als letzten Schritt legt er den Signalhebel um und bringt so das Hauptsignal in die Fahrtstellung.

Der umgelegte Signalhebel verriegelt den blockelektrisch festgelegten Fahrstraßenhebel nochmals mechanisch, sodass die Signalabhängigkeit auch in Stellwerken ohne Bahnhofsblock realisiert ist; der Schritt 3 entfällt in diesem Fall.
Nachdem die Zugfahrt stattgefunden hat und der Zug eine genau definierte Stelle, die so genannte Zugschlussstelle, mit Zugschlusssignal geräumt hat, wird die blockelektrische Festlegung der Fahrstraße bei Einfahrten in der Regel manuell, bei Ausfahrten durch Zugeinwirkung aufgelöst. Danach bringt der Bediener die Anlage in umgekehrter Bedienungsreihenfolge wieder in die Grundstellung.
Diese vier Schritte zum Einstellen und Sichern einer Fahrstraße für einen Zug erfolgen auch in modernen Stellwerken. Dort laufen die Einzelschritte jedoch, mindestens teilweise, selbsttätig ab.
Maßgeblich für den Standort und die Anzahl der mechanischen Stellwerke war nicht nur die Stellentfernung, die von der größtmöglichen Länge der Drahtzugleitungen abhing, sondern in erster Linie die Übersicht über den Stellbereich einschließlich der Möglichkeit der Zugschlussprüfung. Da die Züge wegen ihres langen Bremsweges nicht auf Sicht fahren, muss der Wärter das Freisein des Fahrweges jeweils unmittelbar vor Zulassung der Zugfahrt durch Hinsehen prüfen, insbesondere auch bei Nacht oder Nebel (siehe auch Fahrwegprüfung). Gleichzeitig war und ist bei Einfahrten die sichere Erkennbarkeit des Zugschlusses möglichst ohne Verlassen des Dienstraumes notwendig. Daraus folgt, dass man oft selbst in kleineren Bahnhöfen nicht mit einem Stellwerk auskam (Mittelstellwerk), sondern zwei Stellwerke benötigte, an jedem Bahnhofsende eines (Endstellwerke). Eines davon, das Befehlsstellwerk, bediente der Fahrdienstleiter, das andere, das Wärterstellwerk, der Weichenwärter. Große Bahnhöfe erforderten mehrere Wärter- und möglicherweise auch Fahrdienstleiterstellwerke, um den gesamten Bahnhofsbereich überblicken zu können. Einige Bahnverwaltungen, beispielsweise die Königlich Sächsische Staatseisenbahnen, bevorzugten stattdessen, die Dienstposten von Fahrdienstleiter und Zugaufsicht zusammenzufassen. Der Fahrdienstleiter hatte seinen Platz dann im Empfangsgebäude, übernahm gleichzeitig die Aufgabe der Aufsicht und bediente nur eine Befehlsstelle ohne Bedieneinrichtungen für Außenanlagen, während die Wärter auf den Endstellwerken den Rangierbetrieb selbstständig und Zugfahrten im blockelektrischen Auftrag des Fahrdienstleiters durchführten.
Gibt es in einem Bahnhof mehrere Befehlsstellwerke und bestehen Fahrstraßen zwischen ihnen, dann erteilen sich die Fahrdienstleiter gegenseitig Zustimmungen.

### Durchschaltung
Manche kleineren Stellwerke sind mit der Möglichkeit der Durchschaltung versehen. Dabei werden Fahrstraßen für beide Fahrtrichtungen festgelegt und die Signale in beiden Richtungen auf Fahrt gestellt. Bei vorhandener technischer Streckenblockung werden die Einrichtungen der benachbarten Bahnhöfe miteinander verbunden. Auf eingleisigen Strecken erfordert eine derartige Durchschaltmöglichkeit jedoch die Einrichtung einer zusätzlichen Fahrstraße. Die betroffenen Signalhebel müssen je nach Technik mit aufwendigeren Verschlüssen ausgerüstet werden, wegen dieses Aufwandes wurde die Lösung nur selten realisiert. Bei nur selten genutzten Einrichtungen wie Abzweigstellen zu Verbindungen, die nur für militärische Zwecke vorgehalten wurden, wurden die Signale als ungültig gekennzeichnet und nicht beleuchtet.
Zeitweise durchgeschaltete Bahnhöfe sind im Streckenbuch besonders gekennzeichnet. Neben vielen lediglich zweigleisigen Bahnhöfen ist Luitpoldhütte an der Strecke Nürnberg–Irrenlohe ein Beispiel für einen zeitweise durchgeschalteten Bahnhof.
Betrieblich entsteht dadurch aus Sicht der benachbarten Fahrdienstleiter ein verlängerter Blockabschnitt, der aus den Streckenabschnitten zu den beiden Nachbarbahnhöfen sowie dem Bahnhof (mehreren mit Zwischensignal) besteht. Für die beteiligten Triebfahrzeugführer gelten alle Signale weiter, jedoch sind fahrtzeigende Signale des durchgeschalteten Bahnhofs kein Zeichen für den Ordnungszustand. Den Auftrag, an fehlerhaft in Haltstellung vorgefundenen Signalen vorbeizufahren, können nur die Nachbarfahrdienstleiter erteilen.
Zum Ein- und Ausschalten einer durchschaltbaren Betriebsstelle müssen beide benachbarten Blockabschnitte frei sein und der Streckenblock in Grundstellung stehen.

## Historische Entwicklung

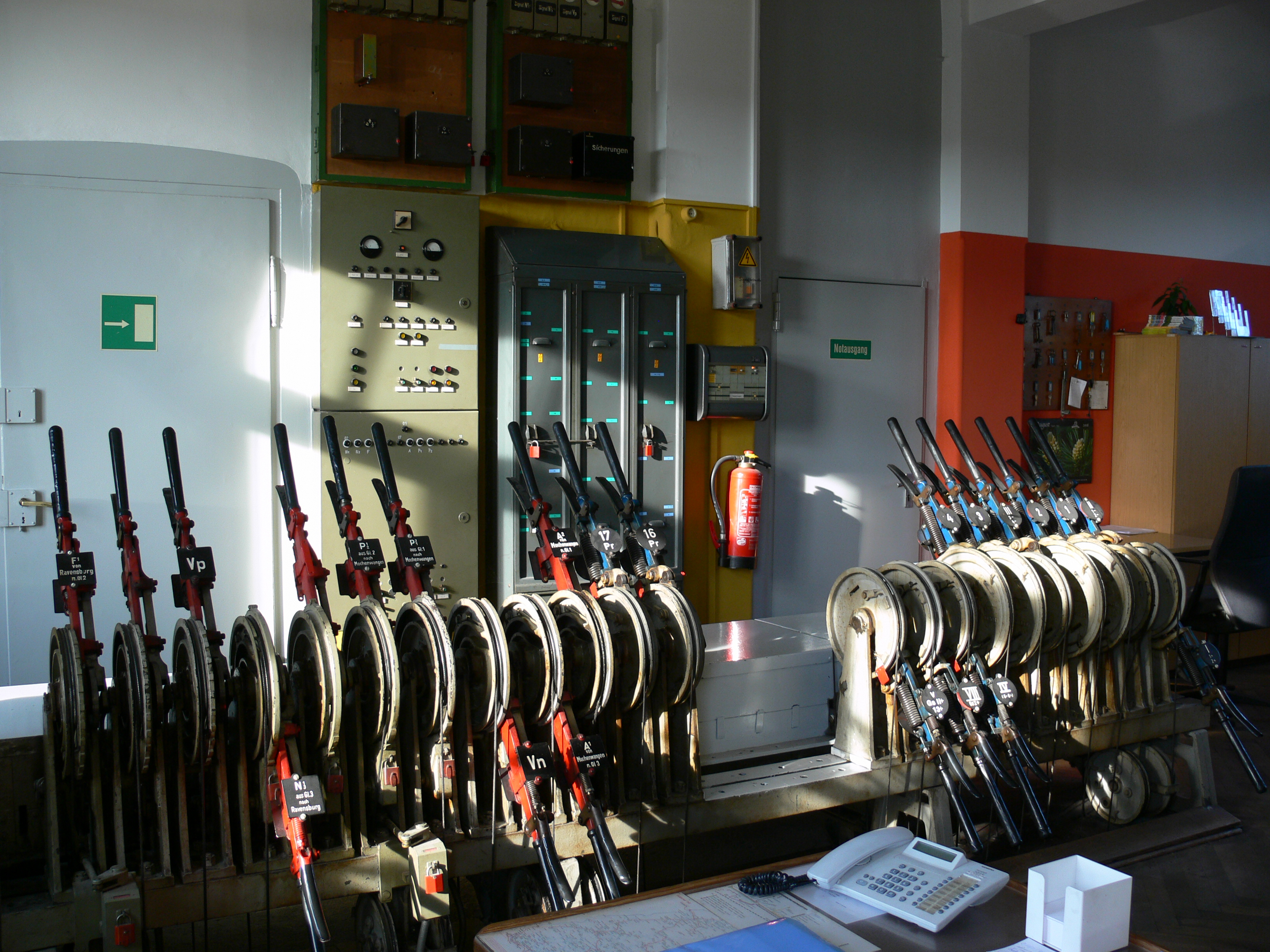
Mechanisches Stellwerk im Bahnhof Niederbiegen (an der Bahnstrecke Ulm–Friedrichshafen)

Anfangs musste ein Weichenwärter jede Weiche mithilfe ihrer örtlichen Handstelleinrichtung in die richtige Stellung bringen. Technische Zwänge oder Abhängigkeiten, die halfen, die Fahrwege richtig einzustellen und zu sichern, gab es noch nicht. Der rasche Ausbau der Eisenbahnnetze und die damit verbundene Zunahme des Zug- und Rangierbetriebes erforderten Verbesserungen. Vor allem benötigte man Einrichtungen zur Sicherung der Weichen vor und während der Zugfahrten.
Die ersten mechanischen Stellwerke, die diese Sicherung bewerkstelligten, wurden um 1850 in Großbritannien entwickelt, unabhängig davon entstanden einzelne Anlagen auch in Frankreich. Die Weichen wurden über Gestänge ferngetellt, das Stellen der Signale erfolgte über Einfachdrahtzugleitungen. Sie wurden schon mit Abhängigkeiten zwischen Weichen- und Signalhebeln ausgestattet. Nach einigen experimentellen Anlagen wurden sie vor allem von Saxby & Farmer gebaut, später auch von anderen Firmen. Britische Anlagen wurden bald weltweit im Einflussbereich des Britischen Empire installiert, aber auch Frankreich, Italien, Nord- und Südamerika und weiteren Ländern.
Im restlichen Mitteleuropa wurden erste mechanische Stellwerke ab etwa 1870 errichtet, wobei hier zu Beginn teilweise noch keine Abhängigkeiten zwischen Weichen und Signalen vorgesehen waren. Diese sogenannten zentralisierten Stellereien dienten vor allem der Effizienzsteigerung auf damals immer größer werdenden Bahnhöfen. Nach einigen Anlagen, die aus Großbritannien importiert wurden, setzten sich bald eigene Konstruktionen durch, insbesondere nachdem Emil Rüppell Abhängigkeiten über Fahrstraßenschieber patentiert hatte.
In Deutschland wurde das erste mechanische Stellwerk, von dem aus Weichen und Signale ferngestellt und zentral gesichert werden konnten, im Jahre 1867 von der englischen Firma Saxby & Farmer in Stettin in Betrieb genommen. In der Schweiz wurde das erste Stellwerk 1880 in Bern durch die Maschinenfabrik Schnabel & Henning aus Bruchsal errichtet. In Österreich wurde 1876 in Rekawinkel durch Rothmüller ein Riegelstellwerk errichtet, das ortsbediente Weichen über ferngestellte Riegel in Abhängigkeit zu den Einfahrsignalen brachte. Im selben Jahr wurden die ersten Weichen am Rangierbahnhof in Aussig ferngestellt. In den folgenden Jahrzehnten entwickelten und bauten viele Firmen in den jeweiligen Ländern mechanische Stellwerke in einer ganzen Reihe unterschiedlicher Bauformen, wobei neben den Gestänge- bald auch Doppeldrahtzugleitungen für das Stellen der Weichen und später auch der Signale dienten. Doppeldrahtzugleitungen bieten gegenüber Einfachdrahtzugleitungen eine definierte V‌erbindung zwischen Hebel und Außenanlage, bei ihnen ist die thermische Dehnung des Leitungsmaterial selbsttätig kompensierbar und im Störungsfall ist eine sichere Störungsmeldung und die Reaktion zur sicheren Seite gewährleistet.

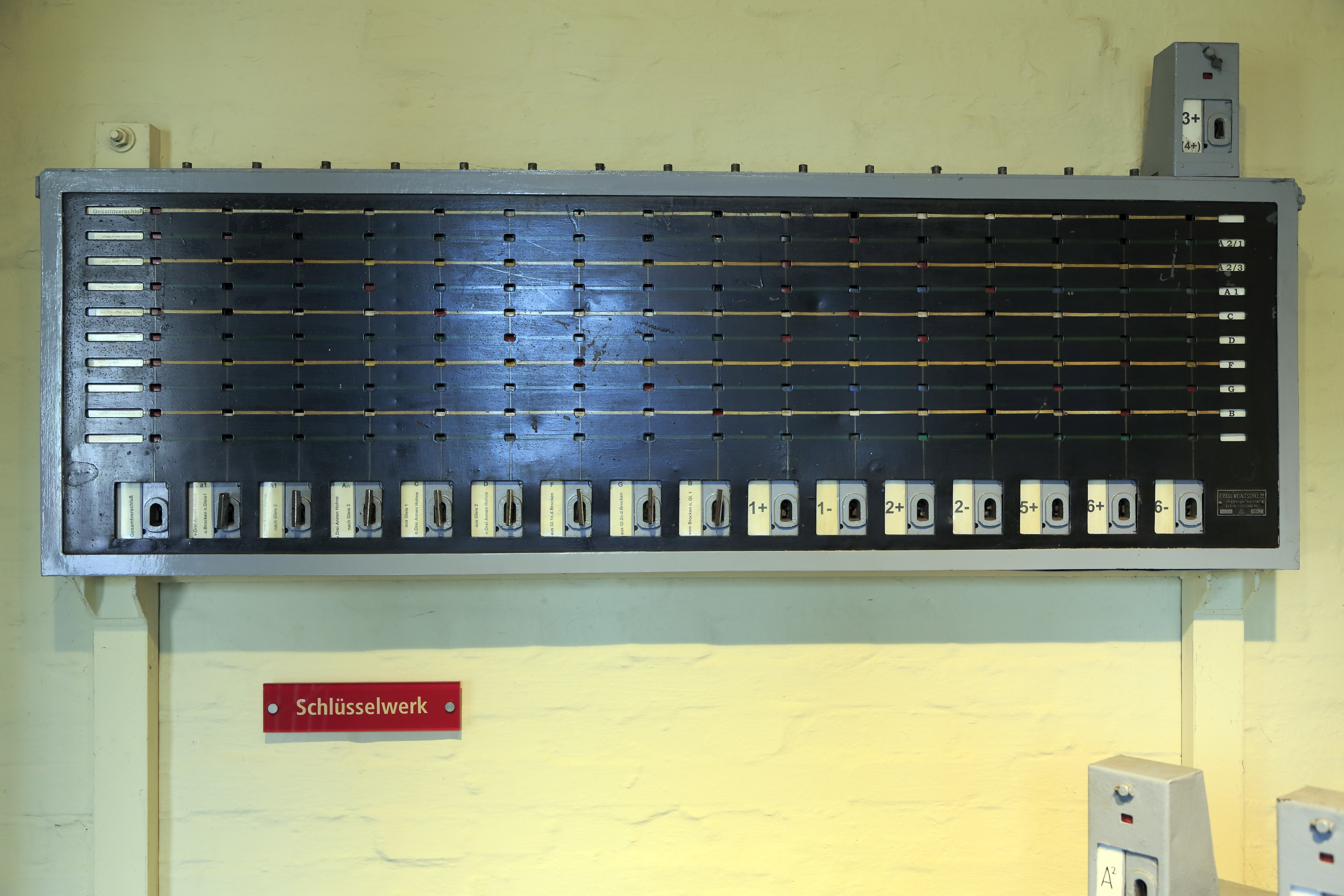
Schlüsselwerk des Bahnhofs Schierke

Die Sicherung von ortsbedienten Weichen wurde oft nur durch Vorhängeschlösser an den Weichenstellvorrichtungen gewährleistet, die aber keine Abhängigkeiten zu Signalen herstellten. 1875 ließ sich J. Annett in Großbritannien ein Schloss patentieren, bei dem der Schlüssel nur bei einer bestimmten Stellung der Weiche abgezogen werden konnte, wodurch es möglich wurde, auch solche Weichen ohne aufwendige fernbediente Riegel über Schlüsselabhängigkeiten in die Sicherungslogik eines mechanischen Stellwerks einzubeziehen. Für Betriebsstellen ohne zentralisierte Weichen entwickelte Paul Bouré 1894 – also zwei Jahrzehnte, nachdem mechanische Stellwerke auf vielen europäischen Eisenbahnen Eingang gefunden hatten – das Zentralschloss, das Weichen- und Signalschlüssel in Abhängigkeit voneinander brachte. Beide Einrichtungen verbreiteten sich über Frankreich, Belgien und die Schweiz auch nach Mitteleuropa. In Deutschland und Österreich wurden die Schlösser an den Weichen nur mehr Weichenschlösser genannt, für das Zentralschloss setzte sich nur in Deutschland die Bezeichnung Schlüsselwerk durch.
Die zahlreichen, völlig unterschiedlichen Stellwerksbauformen führten gegen Anfang des 20. Jahrhunderts zu Problemen bei der Instandhaltung. Sowohl in Österreich wie in Deutschland wurde deshalb der Ruf nach einheitlichen Bauformen laut. In der österreichisch-ungarischen Monarchie wurde von Siemens dafür deren Bauform 3500c vorgeschlagen, die im Folgenden als »Regelstellwerk 5007« von allen österreichischen Signalbauanstalten gefertigt wurde. In Deutschland wurde insbesondere durch die Preußischen Staatseisenbahnen auf der Basis von Stellwerken des Herstellers »Jüdel« eine einheitliche Stellwerksbauform entwickelt. 1911 errichtete man im Westen von Berlin fünf Baumusteranlagen, nach deren Erprobung die neue »Bauform Einheit« 1915 reichsweit als für Neuanlagen verbindlich erklärt wurde. Bis in die zwanziger Jahre wurden in Deutschland noch Stellwerke der sogenannten Altbauformen fertiggestellt, um den Herstellern zu ermöglichen, lagerndes Material aufzubrauchen. Seitdem wurde diese »Einheitsbauform« der mechanischen Stellwerke nur noch in Details verändert. In der Schweiz und anderen Ländern fehlten aufgrund der zersplitterten Struktur der Eisenbahngesellschaften solche Vereinheitlichungen, bzw. sie wurden nur durch die Hersteller getrieben.

## Bauformen
Es gibt diverse Bauformen mechanischer Stellwerke. Teilweise bauten Hersteller nur die Stellwerke anderer Produzenten in Lizenz. In Deutschland sind oder waren Bauarten folgender Hersteller im Einsatz:
- AEG
- Bruchsal
- Einheit (von nahezu allen nach etwa 1920 noch existierenden deutschen Herstellern gebaut)
- Esslingen
- Fiebrandt
- J. Gast
- Harwig
- Hein & Lehmann
- Jüdel
- Krauss
- Müller & May
- Nöll
- Scheidt & Bachmann, z. B.:  Stellwerk Tannenbergstraße, Bergisch Gladbach
- Siemens & Halske
- Spaeth
- Stahmer
- Thomass
- Vögele
- Weinitschke
- Willmann
- Zimmermann & Buchloh

Die Deutsche Bahn beziffert die Lebensdauer von mechanischen Stellwerken, in der sich der Betrieb unter technischen und wirtschaftlichen Gesichtspunkten lohne, mit 80 Jahren.
Die DB betrieb Anfang 2006 1923 mechanische Stellwerke mit 27 590 Stelleinheiten. Die Hauptbauformen sind dabei Einheit und Jüdel. Laut Angaben der Deutschen Bahn seien die Betriebs- und Instandhaltungskosten von mechanischen Stellwerken bis zu neunmal höher als bei moderner Technik. Das älteste Stellwerk im Bereich der DB wurde im Jahr 1887 errichtet (Stand: 2006).
In Österreich sind oder waren unter anderem Bauarten folgender Hersteller im Einsatz:
- Siemens und Halske (darunter das österreichische Regelstellwerk der Bauart »5007«)
- Südbahnwerke
- Götz und Söhne
- Stellwerke der deutschen Bauform Einheit von verschiedenen Herstellern

Österreichische Stellwerksbauformen sind auch heute noch bei Bahnen altösterreichischer Herkunft im Einsatz, u. a. in Tschechien, der Slowakei, Ungarn und Slowenien.
In der Schweiz waren mechanische Stellwerke folgender Hersteller im Einsatz:
- Schnabel & Henning, Maschinenfabrik Bruchsal
- Max Jüdel
- Hasler
- Vögele
- Klose

Die PLM baute als Betreiberin der Strecke (Lyon–) La Plaine–Genève und der Chemin de fer de l’État de Genève Stellwerke nach französischen Grundsätzen.

## Gebäudeformen
Die einfachste Form ist der Einbau der Stellwerkseinrichtungen in das meist bereits vorhandene Dienstgebäude eines Bahnhofes. Damit konnte die Bedienung, wenn das mit der Arbeitsbelastung vereinbar war, von bereits vorhandenem Personal mit übernommen werden (sogenannter »vereinigter Dienst«). Bei einfachen Verhältnissen stellte man das Hebelwerk auch vor dem Gebäude im Freien auf, später wurden diese Anlagen häufig mit einem Wetterschutz versehen. Die typischen, verglasten Stellwerksanbauten entstanden etwa ab den 1920er Jahren. Weil die Zuglänge im Lauf der Zeit zunahm und die nutzbaren Gleislängen dem angepasst werden mussten, wodurch die Leitungslängen das beherrschbare Maß überschritten, musste am fernliegenden Bahnhofskopf ein weiteres Stellwerk, in der Regel in Form eines abhängigen Wärterstellwerkes, errichtet werden. Diese Form mit dem Befehlsstellwerk im Empfangsgebäude in Bahnsteighöhe und einem hochgebauten Wärterstellwerk am anderen Bahnhofskopf findet sich noch auf vielen Bahnhöfen.
Die von Außenstehenden oft benutzte Einteilung von Stellwerken nach der Gebäudeform hat mit Funktion und Technik des Stellwerkes nur wenig zu tun, zumal diese Unterscheidung nur bei Altanlagen mit mechanischer oder elektromechanischer Stelltechnik benutzt wird, die einen Überblick über die vom Stellwerk beaufsichtigten Bahnanlagen zwecks Freimeldeprüfung „durch Augenschein“ erfordern. Hier werden insbesondere
- Stellwerkstürme, die an der Seite einer Bahnanlage errichtet wurden und einen erhöhten Bedienraum über den Spannwerken besitzen,
- Brückenstellwerke, die ihren Bedienraum in einer Brücke quer über den betreuten Bahnanlagen und
- Reiterstellwerke, deren Bedienraum erhöht in Längsrichtung über den Bahnanlagen liegt, besonders benannt.

Gemeinsam ist ihnen, dass sie in Bahnhöfen stehen, in denen zwischen den Gleisen ein geeigneter Platz mit Übersicht über die Anlagen zwecks Freimeldung anders nicht eingerichtet werden konnte, typischerweise lassen sich bei diesen Gebäuden Spannwerke nicht im Gebäude unterbringen und stehen deshalb am Rande der Gleisanlage.

## Umbauten und Modernisierungen
Zur Reduzierung der Wartungsaufwände, Erhöhung der Verfügbarkeit und Sicherheit sowie im Rahmen von Gleisumbauten oder von -erweiterungen wurden mechanische Stellwerke teilweise mit Sicherungselementen moderner Stellwerksgenerationen nach- oder umgerüstet. Insbesondere an Nebenbahnen wurden aus Kostengründen die Stellwerke ursprünglich mit gegenüber Hauptbahn-Stellwerken nach vereinfachten Standards ausgerüstet. So wurde dort häufig auf Ausfahrsignale und Streckenblock verzichtet. Diese wurden teilweise im Rahmen von Umbauten nachgerüstet.

### Lichtsignale
Die Erweiterung der Signaleinrichtungen mechanischer Stellwerke wie beispielsweise die Nachrüstung ursprünglich fehlender Ausfahrsignale oder Sperrsignale ist in mechanischen Stellwerken häufig nur mit größeren baulichen Veränderungen möglich. Der Ersatz von Formsignalen durch Lichtsignale ist hingegen meist mit geringen Aufwand umsetzbar. Als Lichtsignale wurden auch Vorsignale ausgeführt, die außerhalb der maximal möglichen Stellentfernung liegen. Nachgerüstete Vorsignalwiederholer oder Signalnachahmer werden als Lichtsignale gebaut. Einige Bahnverwaltungen wie die ÖBB, SBB, die ČSD und ihre Nachfolger oder die DR stellten auch Bahnhöfe unter Beibehaltung der mechanischen Stellwerke vollständig auf Lichtsignale um.
Die Lichtsignale werden über Relaisschaltungen angesteuert und über Kabel mit Strom versorgt. Die Bedienung erfolgt über:
- Vorhandene Signalhebel, wenn Formsignale durch Lichtsignale ersetzt wurden. Dazu werden im Verschlussregister zusätzliche elektrische Kontakte eingebaut. Die mechanischen Abhängigkeiten bleiben vollständig erhalten.
- Ein Gleisbildstellpult mit Tastensteuerung. Der Fahrtbegriff wird entweder mit der Fahrstraßenfestlegung oder durch zusätzliche Tastenbedienung auf dem Gleisbildstellpult angeschaltet. Die Signalhebel werden in diesem Fall ausgebaut, die damit entfallenden mechanischen Abhängigkeiten werden elektrisch nachgebildet.

Lichtsignale werden entweder an die vorhandenen Stellwerke analog zu den zu ersetzenden Formsignalen angebunden oder zentral vom Fahrdienstleiter bedient. In letzterem Fall ändern sich zusätzlich die Blockabhängigkeiten. Die Streckenblockeinrichtungen werden vollständig in das Befehlsstellwerk verlegt, auf den Wärterstellwerken entfallen Befehlsempfangs- und Fahrstraßenfestlegeeinrichtungen. Die Wärter erteilen bei allen Fahrten nur noch Zustimmungen. Bei der zentralisierten Signalbedienung sind auch keine Befehlsabhängigkeiten für den Erlaubniswechsel und die Ersatzsignalbedienung mehr erforderlich, die Disposition durch den Fahrdienstleiter wird durch die bessere Übersicht erleichtert und die Stromversorgungseinrichtungen für die Lichtsignale sind nur einmal erforderlich. Gibt es für die Streckengleise keine selbsttätige Gleisfreimeldeeinrichtungen, erfordert die zentralisierte Signalstellung allerdings Zugschlussmeldeeinrichtungen von den Wärterstellwerken.
Die Signalhaltmelder für Einfahrsignale entfallen beim Einbau von Lichtsignalen ebenfalls. Ihre Funktion, beispielsweise für die Prüfung der Haltstellung beim Rückblock, übernehmen Kontakte der Lampenüberwacherrelais. Auch die Warnstellung von Lichteinfahrvorsignalen wird im Rückblockstromkreis geprüft. 
Die Signalhaltstellung erfolgt in der Regel selbsttätig durch Zugeinwirkung. Bei Betriebsgefahr kann diese wie bei Formsignalen jederzeit durch Zurücklegen des Signalhebels oder Tastenbedienung mit der Signalhalttaste erfolgen.

### Elektrisch ferngestellte Weichen
Bei Platzmangel auf der Hebelbank für ergänzte Weichen, bei großen Stellentfernungen nach Umbauten, unzulänglicher Bedienbarkeit oder beim erforderlichen Einbau von Weichen mit schwereren Schienenprofilen oder größeren Zweiggleisradien, die wegen des erhöhten Umstellwiderstandes mit den Mitteln des mechanischen Stellwerkes nicht mehr sicher beherrscht werden können, müssen auch mechanische Stellwerke mit elektrisch fernbedienten Weichen ausgerüstet werden. Die Bedienung dieser Weichen erfolgt entweder über ein Gleisbildstellpult, teils spezielle Schalter an Hebelplätzen, manchmal auch über die vorhandene Weichenhebel mit zusätzlichen Kontakten. Die Herstellung der Signalabhängigkeit zwischen den Weichenschaltungen und den vorhandenen Stellwerkseinrichtungen erfolgt über die bereits bestehenden Verschlüsse, über weiterhin mechanisch bediente Riegel oder mit Schlüsselsperren und Hebelbankschlössern.
Durch die Zungenprüfer der elektrischen Weichenantriebe können in diesem Fall auch die insbesondere bei im Regelfall von Zügen spitz befahrenen Weichen erforderlichen Riegel entfallen. Es existieren jedoch auch Lösungen mit elektrischen Weichenantrieben ohne Zungenprüfer und mechanischen Riegeln.

### Streckenblock
Viele mechanische Stellwerke hatten ursprünglich keinen Streckenblock, die anderen verschiedene Bauformen des Felderblocks. Im ersten Fall erfolgte die Sicherung der Zugfahrten zwischen den Zugfolgestellen im Zugmeldeverfahren. Später wurden teilweise Streckenblock-Anlagen nachgerüstet.
Im Zusammenhang mit dem Umbau eines benachbarten Bahnhofs auf ein Relais- oder elektronisches Stellwerk wurden teilweise auch Selbstblock-Anlagen in mechanische Stellwerke integriert. Zu deren Bedienung wurden Gleisstellpulte nachgerüstet. Wesentlicher Bestandteil dieser Anlagen sind selbsttätige Gleisfreimeldeanlagen der freien Strecke.

### Gleisfreimeldeanlagen
Einzelne nicht einsehbare Weichen wurden bereits früh mit Gleisstromkreisen und Weichenhebelsperren ausgerüstet, die ein Umstellen von besetzten Weichen verhindern. Mit dem Einbau von automatisiertem Relaisblock oder selbsttätigem Streckenblock wurde auch die Ausrüstung der freien Strecke mit Gleisfreimeldeanlagen notwendig. Diese enden in der Regel an der Spitze der Einfahrweiche oder an der Rangierhalttafel.
Im britischen Einflussbereich wurden die Stellwerksbereiche mechanischer Stellwerke bereits frühzeitig vollständig mit Gleisstromkreisen überwacht. Auch in anderen Ländern wie Schweiz oder Österreich wurden Gleisfreimeldeanlagen nachgerüstet. In Zusammenhang mit mehreren schweren Unfällen werden seit 2019 sukzessive mechanische Stellwerke im Bereich der DB Netz mit der Technischen Überwachung Fahrweg (TüFa) nachgerüstet, einem Assistenzsystem zum Schutz vor dem Einstellen von Fahrten in besetzte Gleise.

### Ausweichanschlussstellen
Aufgrund der größeren Leistungsfähigkeit von Diesel- und elektrischen Lokomotiven gegenüber Dampflokomotiven und des gleichzeitigen Rückgang im Güterverkehr aufgrund der Motorisierung der Landwirtschaft und der kleinen Gewerbebetriebe wurden die Gleisanlagen vieler kleiner Zwischenbahnhöfe zurückgebaut. Bahnhöfe im Bereich der Deutschen Bundesbahn mit relevanten Güterverkehrsanlagen, wie beispielsweise Ladestraßen oder Bahnhofsanschlussbahnen, wurden häufig zu Ausweichanschlussstellen umgebaut. Das vorhandene mechanische Stellwerk blieb hierfür teilweise erhalten, wird aber nur für die Bedienung der Güterverkehrsanlagen genutzt. Ansonsten ist das Stellwerk durchgeschaltet. Teilweise wurden auch die Signale abgebaut, die Weichen aber weiterhin mittels des mechanischen Stellwerks bedient.

## Beispiele von noch in Betrieb stehenden mechanischen Stellwerken
Die mechanischen Stellwerke werden durch modernere, also zum Beispiel durch elektronische Stellwerke ersetzt. Die Tabelle zeigt eine kleine Auswahl von 2024 noch in Betrieb stehenden mechanischen Stellwerken.
| Bahnhof                          | Land           | Bauform                    | Bemerkung                                                                                        | Bild   |
| -------------------------------- | -------------- | -------------------------- | ------------------------------------------------------------------------------------------------ | ------ |
| Bad Aussee                       | Österreich     | 5007                       | In Betrieb                                                                                       |        |
| Biel RB                          | Schweiz        | Jüdel, Bruchsal J          | Nur noch Stw. 3 und zwei Hebelbänke in Weichenposten in Betrieb                                  |        |
| Bahnhof Fridingen                | Deutschland    | Einheit                    | In Betrieb                                                                                       |        |
| Bahnhof Hausen im Tal            | Deutschland    | Einheit                    | In Betrieb                                                                                       |        |
| Ketton                           | Großbritannien | Midland tappet lever frame | In Betrieb                                                                                       |        |
| Bahnhof Mengen                   | Deutschland    | Einheit                    | In Betrieb                                                                                       |        |
| St. Martin am Grimming           | Österreich     | Einheit                    | In Betrieb                                                                                       |        |
| Utting                           | Deutschland    | Einheit                    | In Betrieb, Pilotstandort Technische Überwachung Fahrweg                                         |        |
| Leipzig-Schönefeld Stw Sö und Sn | Deutschland    | Jüdel                      | in Betrieb, die letzten mechanischen Stellwerke im Raum Leipzig, Einfahrsignale als Lichtsignale | Stw Sö |